# Megabizo I
Megabizo (en persa antiguo: Baghabuxša) fue uno de los participantes en la muerte de Gaumata, un rey impostor persa.
En marzo del 522 a. C., un mago llamado Gaumata obtuvo el poder en el imperio persa haciéndose pasar por Esmerdis, el hermano del rey Cambises II. Gaumata pudo hacerlo ya que el Esmerdis verdadero había sido secretamente asesinado por orden de su hermano. Inmediatamente Cambises marchó contra el usurpador, pero murió antes de llegar a Persia. El falso Esmerdis pudo así gobernar.
Ótanes, tío de Cambises y Esmerdis, fue el primero en sospechar del engaño. Ótanes invitó a Aspatines y Gobrias a tratar el asunto. Juntos decidieron compartir el secreto con otros tres conspiradores: Hidarnes, Intafrenes y  Megabizo. Estaban todos haciendo planes cuando llegó Darío I y se les añadió. Convenció a los otros de que lo mejor era actuar inmediatamente. Así, el 29 de septiembre del 522 a. C., mataron al falso Esmerdis.
La fuente más famosa que existe para conocer el papel de Megabizo en la ascensión al trono por parte de Darío I es el historiador griego Heródoto de Halicarnaso. Que Megabizo estuvo involucrado en el asesinato del mago Gaumata está confirmado por otra fuente, la inscripción de Behistún, que revela también el nombre de su padre, Dâtuvahya.
Heródoto cuenta que tras el asesinato, los siete conspiradores discutieron acerca de cuál era la mejor forma de gobernar Persia. Ótanes propuso la democracia, Megabizo una oligarquía aristocrática y Darío la monarquía. Los otros cuatro se unieron a Darío, convirtiéndose en nuevo rey. Probablemente había una segunda discusión en juego: ¿debía Persia tener un gobierno centralizado o quizás mejor regirse como una federación?
El historiador ateniense Jenofonte cuenta que Megabizo era sátrapa de Arabia, pero esto es muy improbable.
Según Heródoto, Megabizo tuvo un hijo llamado Zópiro, el cual jugó un papel muy importante en la supresión de la revuelta de los babilonios. El hijo de Zópiro, llamado también Megabizo, fue uno de los comandantes persas más importantes en la primera mitad del siglo V a. C.